# University of Alabama
De University of Alabama (UA) is een Amerikaanse openbare onderzoeksuniversiteit gevestigd in Tuscaloosa in de staat Alabama. De universiteit werd opgericht op 18 december 1820 en opende zijn deuren op 18 april 1831.
De universiteit nam duidelijke stellingen in tijdens de Amerikaanse Burgeroorlog in de 19e eeuw waarbij ze bijna volledig in vlammen opging aan het einde van de oorlog en was aanwezig in het publiek debat tijdens de Civil Rights Movement in de jaren vijftig en zestig van de 20e eeuw met een harde houding voor segregatie, onder meer zichtbaar door de Stand in the Schoolhouse Door.
Recenter kwam de universiteit in de media met resultaten in het onderzoek naar hogetemperatuursupergeleiding. Zo is het aan de University of Alabama dat onder meer Yttrium-barium-koperoxide werd ontdekt.
De sportteams van de universiteit worden de Crimson Tide genoemd. 